# Juliette Drouet

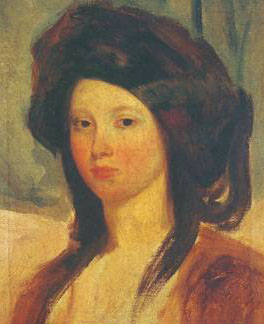
Porträt von Charles-Émile Callande de Champmartin

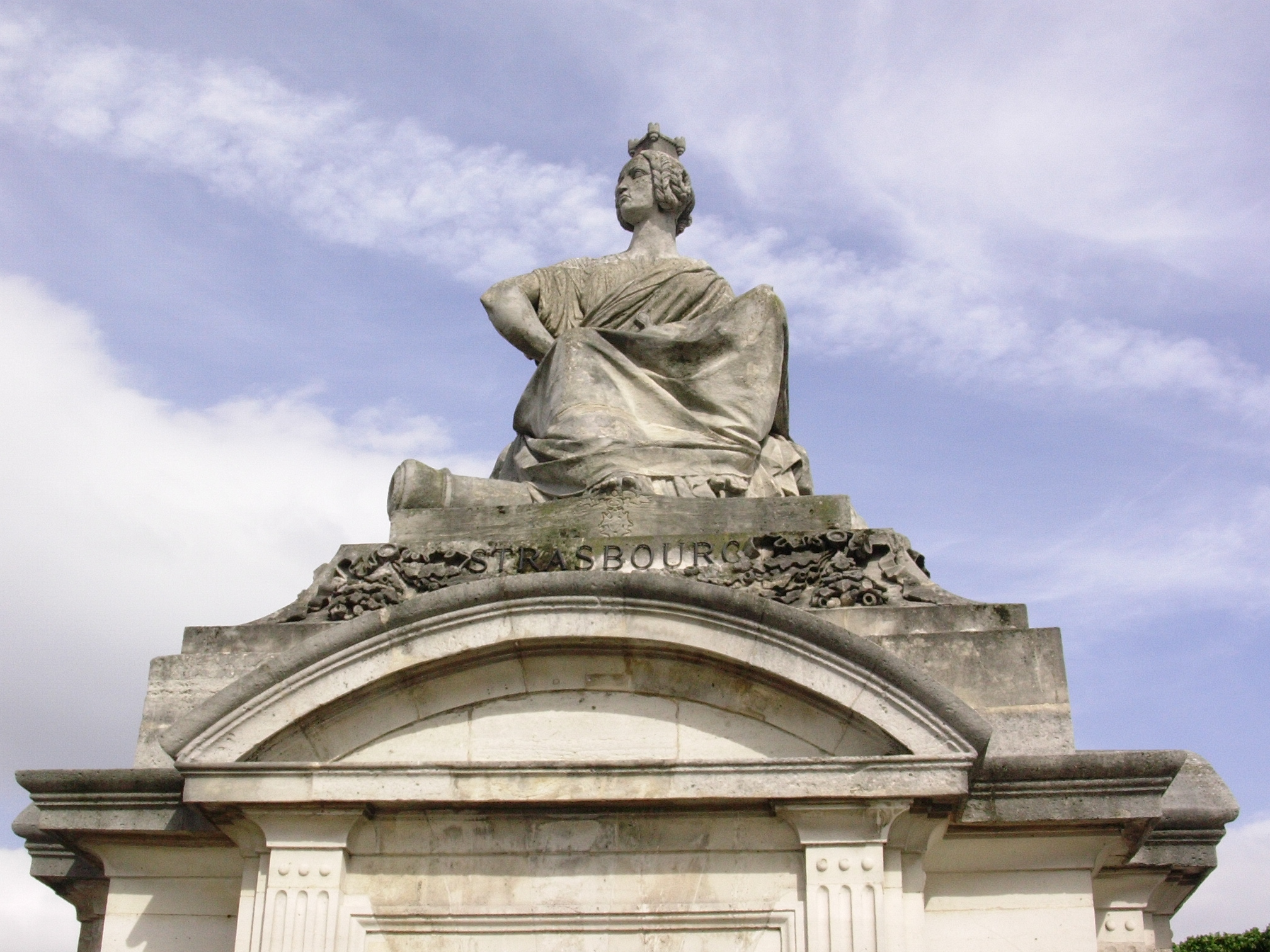
Strasbourg auf dem Place de la Concorde, von James Pradier

Juliette Drouet, geboren als Julienne Gauvain (* 10. April 1806 in Fougères; † 1883 in Paris) war eine französische Schauspielerin und die Muse von Victor Hugo.

## Leben
Weil kurz nach Juliette Drouets Geburt zuerst die Mutter, ein Jahr darauf auch ihr Vater gestorben war, wurde sie von ihrem Onkel René Drouet aufgenommen. Dieser übergab sie später, noch als Kind, einem streng katholischen Internat. Um 1825 wurde sie Modell, Freundin und Muse des Bildhauers James Pradier, der Vater ihrer unehelichen und früh verstorbenen Tochter Claire war. Pradier ermunterte sie um 1829, eine Schauspielerausbildung zu beginnen, die sie vorübergehend nach Brüssel führte. Zurück in Paris, nahm sie den Namen des Onkels an und wurde hier rasch eine gefeierte Schauspielerin.
Am 17. November 1833 sah der Dichter Victor Hugo sie in der Rolle der Prinzessin Négroni in Lucrezia Borgia und war überwältigt und verliebte sich auch bald in sie. Ihr erging es nicht anders. Sie verließ aufgrund seines Drängens nicht nur ihren Freund, sondern beendete auch ihre Schauspielkarriere, um sich fortan ausschließlich Hugo zu widmen, als Muse, Geliebte und Lektorin. In den folgenden Jahren verließ sie das Haus kaum noch, allenfalls in seiner Begleitung. 1851 offenbarte ihr Léonie d’Aunet, die Gemahlin François-Auguste Biards, eine bereits sieben Jahre währende Affäre mit Hugo, konnte dadurch allerdings nicht erreichen, dass sich Drouet von Hugo abwendete.
1852 folgte sie ihm in sein Exil nach Jersey und nochmals 1855 nach Guernsey. Hugo bekannte sich, solange er verheiratet war, nicht zu ihr, und selbst nach dem Tod seiner Frau 1868 heiratete er Juliette Drouet nicht, angeblich jedoch aufgrund ihrer Weigerung. Sie wurde auf dem kleinen Cimetière Nord in Saint-Mandé beigesetzt.

## Nachwirkung
Juliette Drouet schrieb Victor Hugo über die Jahrzehnte über 17.000 Briefe. Der Schriftsteller Henri Troyat hat sie gelesen, wertete sie als „große Literatur“ und schrieb 1997 eine Monographie darüber.
James Pradier schuf in den 1820ern Madame Strasbourg nach ihrem Modell, eine auf einem Kanonenrohr sitzende Statue, die auf der Place de la Concorde in Paris steht.